# 一樋斎芳琴
一樋斎 芳琴（いっとうさい よしこと、生没年不詳）とは、江戸時代の大坂の浮世絵師。

## 来歴
歌川国芳の門人、大坂の人。一樋斎と号す。作画期は嘉永5年（1852年）から安政3年（1856年）にかけてで、中判の役者絵を残している。

## 作品
- 「浅倉当吾（二代目嵐璃珏）」　中判錦絵　池田文庫所蔵　※嘉永5年3月、大坂角の芝居『花雲佐倉曙』より。「江戸国芳門人　一樋斎芳琴」とあり